# 梶川高盛
梶川 高盛（かじかわ たかもり）は、戦国時代から安土桃山時代にかけての武将。織田氏の家臣。通称は弥三郎。尾張国奥城主。

## 略歴
織田信長の家臣・梶川高秀の子として誕生。

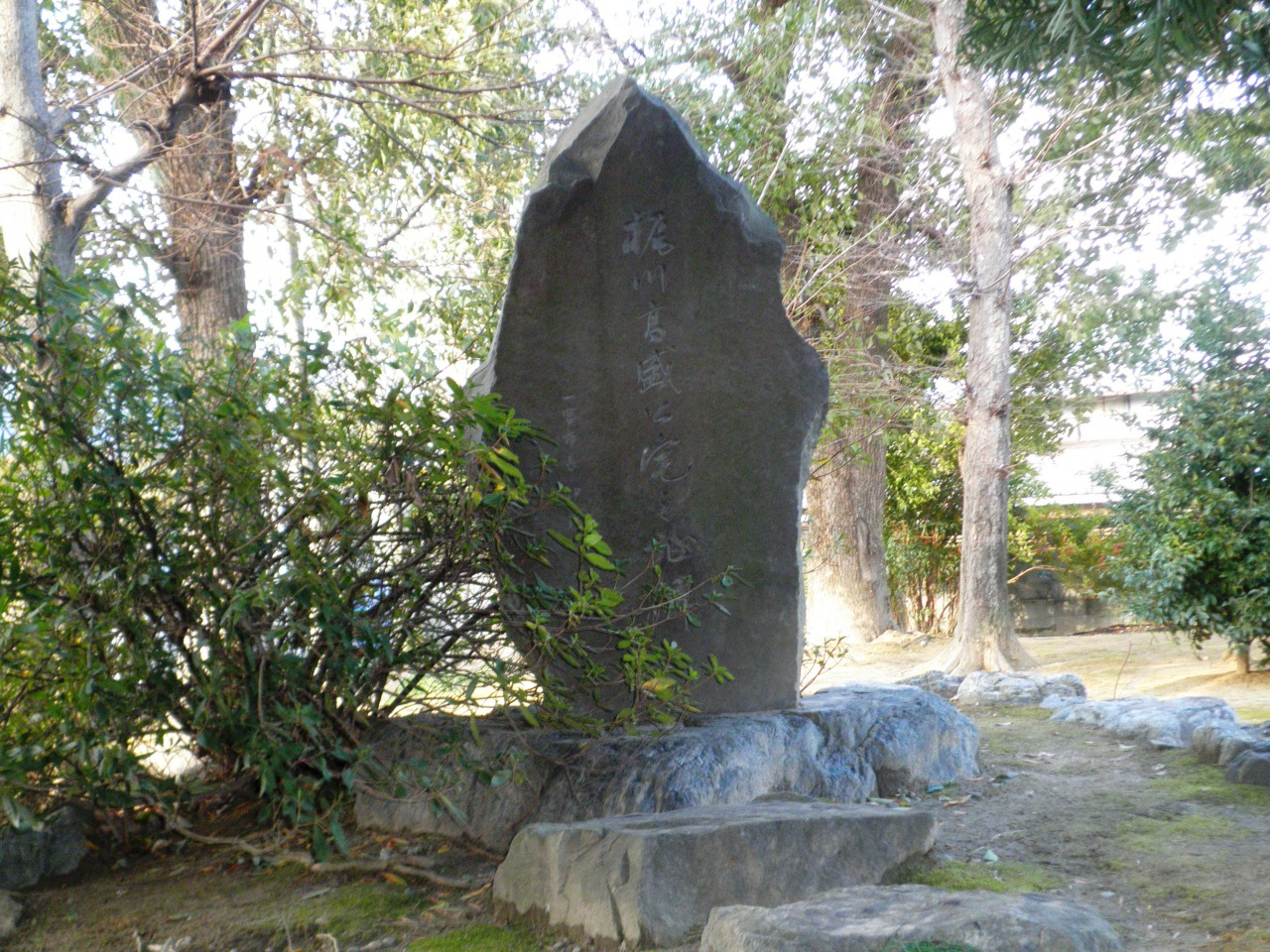
梶川高盛公宅之址碑（愛知県一宮市奥町貴船神社境内）

永禄11年（1568年）に父が戦死したため、家督を継いで信長に仕えた。元亀4年（1573年）の槇島城の戦いでは宇治川渡河の先陣を務めるという武功を挙げた。その後は佐久間信盛の与力として石山戦争に参加して武功を挙げている。
天正10年（1582年）6月に信長が本能寺の変で死去すると、その次男である信雄に仕えた。天正12年（1584年）の小牧・長久手の戦いにも参加し、尾張蟹江城攻めで武功を挙げている。その後は織田秀信に仕えた。慶長5年（1600年）の関ヶ原の戦いにおける岐阜城攻防戦では激しく戦ったとされるが、『尾張群書系図部集』では文禄5年（1596年）3月26日死去とされている。戒名は観月院殿前布護参翁常徹大居士。